# Бирман, Степан Павлович
Степа́н Па́влович Би́рман (Иштван Бирманн, венг. Biermann István; 11 июля 1891 — 16 августа 1937) — венгерский социалист и советский хозяйственный деятель, в 1920—1930-х годах руководитель металлургической промышленности СССР, в 1932—1937 годах — директор Днепропетровского металлургического завода.

## Биография
Родился в Вене в бедной многодетной еврейской семье. После окончания в 1908 году коммерческой школы (академии) в Будапеште работал в Аграрном банке. В 1912 году вступил в социал-демократическую партию Венгрии. В годы Первой мировой войны с марта 1915 по 1918 год — на русском и итальянском фронтах в действующей австро-венгерской армии. Находился среди сторонников развития независимой демократии Венгрии (1918—1919). Активист национальной банковской системы Венгрии. Во время Венгерской советской республики — председатель Будапештского центрального рабочего и солдатского совета. В 1919—1922 годах находился в заключении. 22 марта 1922 года, благодаря обмену политзаключённых Венгрии на военнопленных бывшей Австро-Венгрии в России, оказался в Москве.
С 1923 года — экономист треста Главметалл СССР, с 1926 года — заместитель председателя правления треста «Югосталь» (главная металлургическая база СССР), с 1927 года — председатель этого треста. Сторонник принципов товарно-денежного, рыночного развития СССР, ввёл методы хозрасчёта на предприятиях треста «Югосталь». Противник «Шахтинского дела».
С октября 1929 года — руководитель планово-экономического отдела Высшего совета народного хозяйства (ВСНХ) СССР, зам. председателя Всесоюзного объединения строительства 2-й металлургической базы страны за Уралом (Магнитогорский и Кузнецкий металлургические заводы). Продемонстрировал несогласие с методами и планами строительства, которые характеризовались жестокостью и безнравственностью. Весной 1930 года освобождён от этой должности и оставлен руководителем отдела ВСНХ СССР. С 1 декабря 1932 по 16 августа 1937 года — директор Днепропетровского металлургического завода им. Г.Петровского. Под его руководством завод стал одним из крупнейших предприятий чёрной металлургии СССР.
В середине 1930-х годов Бирман не согласился с усилением политического террора в СССР, выступил против искусственного и массового выявления «врагов народа» и физической расправы над ними. 8 августа 1937 года он был вывезен в Москву, где через несколько дней — в 22 часа 16 августа  — внезапно умер в Кремлёвской больнице в возрасте 46 лет. Похоронен на Новодевичьем кладбище в Москве.